# Final de la Copa d'Europa de futbol de 1962
La final de la Copa d'Europa de 1962 va ser un partit de futbol jugat a l'Olympisch Stadion d'Amsterdam, Països Baixos, el 2 de maig de 1962 com a cloenda de la Copa d'Europa de 1961-62.
El partit el van disputar els dos únics equips que havien guanyat el trofeu anteriorment: el Benfica de Portugal, vigent campió, i el Reial Madrid d'Espanya, cinc vegades campió.
El Benfica va guanyar el partit per 5-3 i va defensar amb èxit el seu títol. Ferenc Puskás es va convertir en el primer jugador a marcar un hat-trick en múltiples finals de la Copa d'Europa després de marcar quatre gols a la final de 1960 i el primer a marcar un hat-trick en una final de la Copa d'Europa per a l'equip perdedor.

## Rerefons
El Reial Madrid havia guanyat les cinc primeres edicions de la Copa d'Europa el 1956, 1957, 1958, 1959 i 1960. A la primera ronda de la temporada 1960–61, després d'haver estat cinc vegades defensor del títol, el Reial Madrid va perdre per 4–3 en el global contra el Barça.
El Benfica només havia participat a la Copa d'Europa dues vegades abans: la temporada 1957-58, quan va perdre contra el Sevilla a la ronda preliminar, i la temporada 1960-61, quan va derrotar el Barça per 3-2 a la final

## Ruta cap a la final
| Benfica              | Benfica | Benfica | Benfica | Ronda           | Reial Madrid     | Reial Madrid         | Reial Madrid | Reial Madrid |
| -------------------- | ------- | ------- | ------- | --------------- | ---------------- | -------------------- | ------------ | ------------ |
| Oponent              | Agr.    | Anada   | Tornada |                 | Oponent          | Agr.                 | Anada        | Tornada      |
| Bye                  | Bye     | Bye     | Bye     | Ronda prelim.   | Vasas SC         | 5–1                  | 2–0 (A)      | 3–1 (H)      |
| Austria Viena        | 6–2     | 1–1 (A) | 5–1 (H) | Primera ronda   | Boldklubben 1913 | 12–0                 | 3–0 (A)      | 9–0 (H)      |
| 1. FC Nürnberg       | 7–3     | 1–3 (A) | 6–0 (H) | Quarts de final | Juventus FC      | 1–1 (Repetició: 3–1) | 1–0 (A)      | 0–1 (H)      |
| Tottenham Hotspur FC | 4–3     | 3–1 (H) | 1–2 (A) | Semifinals      | Standard Liège   | 6–0                  | 4–0 (H)      | 2–0 (A)      |

### Benfica
El Benfica es va classificar per a la competició com a defensor del títol i se'ls va concedir un bye a la ronda preliminar.
A la primera ronda, el Benfica es va enfrontar a l'Austria Viena d'Àustria. Després d'un empat a 1 a l'anada fora de casa, el Benfica va guanyar el partit de tornada per 5-1 a casa per avançar amb un global de 6-2.
El Benfica es va enfrontar llavors a l'FC Nürnberg de l'Alemanya Occidental als quarts de final. Després de perdre el partit d'anada per 3-1 fora de casa, el Benfica va guanyar el partit de tornada a casa per 6-0 per avançar a les semifinals amb un global de 7-3.
A les semifinals, el Benfica es va enfrontar al Tottenham Hotspur FC d'Anglaterra. Després de guanyar el partit d'anada per 3-1 a casa, el Benfica va perdre el partit de tornada per 2-1 fora de casa per avançar a la final amb un global de 4-3.

### Reial Madrid
El Reial Madrid es va classificar per a la competició com a guanyador de la Lliga de 1960–61.
A la ronda preliminar, el Reial Madrid va derrotar el Vasas d'Hongria per 2-0 fora de casa a l'anada i per 3-1 a casa a la tornada per avançar amb un global de 5-1.
El Boldklubben 1913 de Dinamarca va ser el rival del Reial Madrid a la primera ronda. Després de guanyar el partit d'anada per 3-0 fora de casa, el Reial Madrid va guanyar el partit de tornada a casa per 9-0 i va avançar amb un global de 12-0.
El Reial Madrid es va enfrontar a la Juventus FC d'Itàlia als quarts de final. Després de guanyar l'anada per 1-0 a casa, el Reial Madrid va perdre el partit de tornada fora de casa pel mateix marcador, cosa que va acabar en un empat a 1 en el global. Com a resultat, es va celebrar una repetició en un estadi neutral de París, que el Reial Madrid va guanyar per 3-1 per avançar a la semifinal.
A les semifinals, el Real Madrid va derrotar l'Standard de Lieja de Bèlgica per 4-0 a l'anada a casa i per 2-0 a la tornada fora de casa per avançar a la final amb un global de 6-0.

## Partit

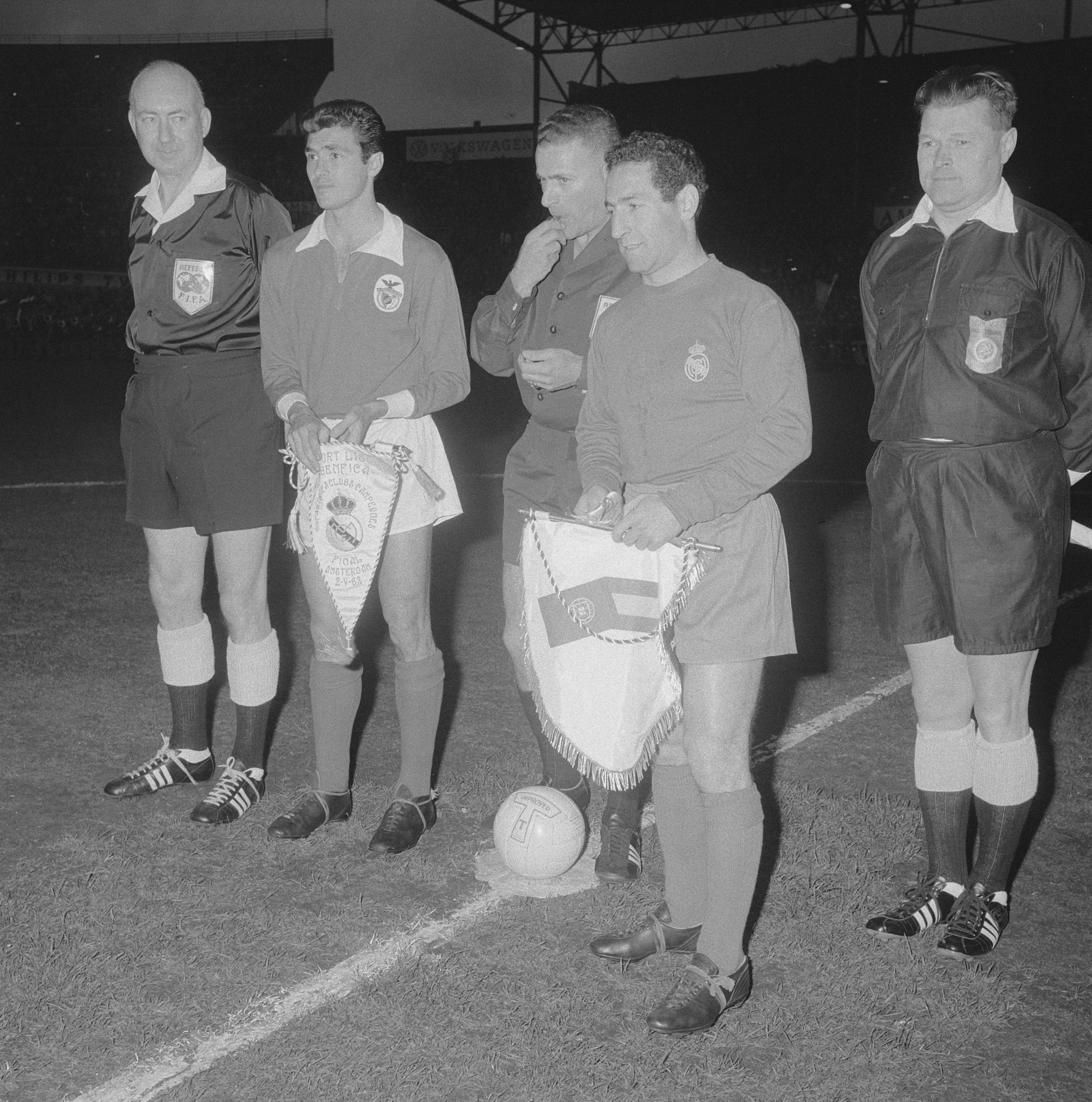
Els àrbitres, i els capitans José Águas i Francisco "Paco" Gento abans de l'inici

### Detalls
| SL Benfica                                                   | 5–3     | Reial Madrid         |
| ------------------------------------------------------------ | ------- | -------------------- |
| Águas 25' · Cavém 33' · Coluna 50' · Eusébio 64' (pen.), 69' | Informe | Puskás 18', 23', 39' |

| Benfica | Reial Madrid |

| GK            | 1  | Costa Pereira   |
| RB            | 2  | Mário João      |
| CB            | 3  | Germano         |
| LB            | 4  | Ângelo Martins  |
| RH            | 5  | Domiciano Cavém |
| LH            | 6  | Fernando Cruz   |
| OR            | 7  | José Augusto    |
| IR            | 8  | Eusébio         |
| CF            | 9  | José Águas (c)  |
| IL            | 10 | Mário Coluna    |
| OL            | 11 | António Simões  |
| Entrenador:   |    |                 |
| Béla Guttmann |    |                 |

| GK           | 1  | José Araquistáin   |
| RB           | 2  | Pedro Casado       |
| CB           | 5  | José Santamaría    |
| LB           | 3  | Vicente Miera      |
| RH           | 4  | Felo               |
| LH           | 6  | Pachín             |
| OR           | 7  | Justo Tejada       |
| IR           | 8  | Luis del Sol       |
| CF           | 9  | Alfredo Di Stéfano |
| IL           | 10 | Ferenc Puskás      |
| OL           | 11 | Paco Gento (c)     |
| Entrenador:  |    |                    |
| Miguel Muñoz |    |                    |